# بهانه ابدی
بهانه ابدی (به ژاپنی: 永い言い訳) فیلمی به کارگردانی میوا نیشیکاوا است که در سال ۲۰۱۶ اکران شد.